# Salomon Olembé
René Salomon Olembé-Olembé (Yaoundé, 8 dicembre 1980) è un ex calciatore camerunese, di ruolo centrocampista.
Soprannominato "Petit Papà", con il Camerun vanta 66 presenze e 5 gol, ha disputato i Mondiali 1998 e 2002 ed ha vinto 2 volte la Coppa d'Africa, nelle edizioni 2000 e 2002 dove è stato anche capocannoniere finale.

## Carriera

### Club

#### I trionfi al Nantes
Olembé fa il suo percorso giovanile nel Diamant Yaoundé, nel 1997 arriva in Europa, nel Nantes dove resta fino al gennaio 2002, gli anni finali nei Paesi della Loira saranno i primi dello splendore in Nazionale.
La prima stagione disputa 9 match in Ligue 1 con il Nantes che arriva 11º ed esordisce in Coppa Uefa.
Nella stagione 1998-1999 arrivano i primi trionfi con la maglia del Nantes, vince infatti Coppa di Francia dove colleziona 5 presenze e Supercoppa di Francia; in Ligue 1, colleziona 29 presenze con il primo gol francese per il settimo posto finale del club.
La stagione 1999-2000 segna 2 reti in 22 presenze in campionato, mentre arriva la seconda Coppa di Francia in bacheca, in Supercoppa invece il Nantes perde ai rigori con il Monaco.
La quarta stagione è la migliore per lui e per la squadra, è uno dei protagonisti assoluti nella vittoria del campionato 2000-2001, primo vinto in carriera con 30 presenze e ben 4 reti, vince anche la sua seconda Supercoppa di Francia, segna la prima rete in Coppa di Francia, dove si ferma in semifinale, e collezione 7 presenze in Coppa Uefa dove il cammino si interrompe agli ottavi per mano del Porto.
La quinta stagione coi canarini gli dà la possibilità di esordire in Champions League dove
scende in campo 6 volte, a gennaio 2002 però lascia il club che lo ha portato in Nazionale e dove ha vinto ben 5 trofei; in totale tra campionato e coppe è sceso in campo 141 volte segnando 8 reti.

#### Marsiglia, Leeds, Marsiglia, Al Rayyan, Marsiglia
A gennaio 2002 si trasferisce all'Olympique Marsiglia dove non riuscirà mai ad imporsi stabilmente come titolare come invece aveva fatto al Nantes, viene pagato oltre 5 milioni di euro.
Fino alla fine del torneo colleziona 8 presenze in campionato, anche perché è stato impegnato per oltre un mese in Coppa d'Africa 2002, torneo che vince e di cui risulta addirittura il capocannoniere con 3 reti.
La stagione 2002-2003 è positiva, il Marsiglia arriva terzo in campionato e lui gioca sempre (27 presenze e 1 rete), segna anche una rete in Coppa di Francia.
L'anno dopo però incomincia il suo declino, parallelo anche in Nazionale, dopo 2 presenze al Marsiglia, di cui 1 in Champions va in prestito in Inghilterra, al Leeds United dove gioca 12 partite in Premier League senza incidere.
Nel 2004-2005 gioca 24 partite in campionato senza segnare, vince anche l'Intertoto 2005 pur senza scendere mai in campo.
Nel 2005-2006 gioca solo una volta in campionato e una in Coppa Uefa e quindi arriva il secondo prestito, in Qatar all'Al Rayyan con 14 presenze e 3 gol.
Nel 2006-2007 comincia un'altra stagione al Marsiglia, scende in campo solo 14 volte in campionato diventando vicecampione di Francia, arriva secondo anche in Coppa di Francia, sconfitto ai rigori dal Sochaux.
A fine stagione è scaduto il suo contratto con il Marsiglia, una storia travagliata fatta di prestiti e ritorni, in totale lascia la squadra con 88 presenze e 2 reti.

#### Wigan
Nell'estate 2007 è libero da contratto e allora si sposta in Inghilterra, fa un provino al Derby County, dove segna anche una rete in amichevole al Burton Albion, ma non viene messo sotto contratto, il 4 settembre l'allenatore del Wigan Chris Hutchings dopo la partenza di Leighton Baines verso Everton, decide di chiamare Olembé, che firma un contratto annuale.
Gioca solo 8 partite in campionato e una in coppa, un'altra stagione da comprimario, e l'inevitabile cambio di maglia.

#### Kayserispor
Olembé arriva in Turchia per giocare nel Kayserispor, scende in campo tredici volte in campionato segnando una rete, quattro volte in Coppa di Turchia e una volta in Coppa Uefa; ancora una volta non riesce a conquistare la maglia da titolare.
Nell'estate 2009 si parla per lui di un'ipotesi di passaggio al club serbo FK Vojvodina, ma poi rimane ancora in Turchia al Kayserispor anche per la stagione 2009-2010.

### Nazionale
L'esordio con la maglia del Camerun è avvenuto nel 1997, a diciassette anni partecipa ai Mondiali di calcio 1998, esordisce nel primo match con l'Austria entrando nel secondo tempo, nelle successive partite con Italia e Cile è addirittura titolare.
Disputa e vince la Coppa d'Africa 2000 giocando nei 3 incontri del girone; vince il torneo anche nel 2002 ma questa volta scende sempre in campo e segna 3 reti: la prima nel 3-0 al Togo nel girone e poi in semifinale firma una doppietta al Mali che giocava in casa portando il Camerun in finale dove gioca e vince ai rigori con il Senegal; alla fine del torneo i suoi 3 gol lo eleggono Capocannoniere del torneo alla pari del compagno Mboma e del nigeriano Aghahowa.
Nella Confederations Cup 2001 scende in campo in tutte le 3 partite giocate. Ai Mondiali 2002 gioca tutti e 3 i match del Camerun che viene eliminato nei gironi. Disputa anche la Coppa d'Africa 2004 con una sola presenza in 4 partite dei leoni e quella del 2006 dove invece è titolare, scende in campo in tutti e 4 i match fino all'eliminazione ai quarti con la Costa d'Avorio ai rigori.
In totale con i leoni indomabili ha collezionato 66 presenze e 5 gol, in 14 presenze totali in Coppa d'Africa ha giocato tutta la partita dall'inizio alla fine sono nella finale 2002 con il Senegal, peraltro durata 120 minuti.

## Palmarès

### Club

#### Competizioni nazionali
- Campionato francese: 1

Nantes: campionato 2000-2001
- Coppa di Francia: 2

Nantes: 1998-1999, 1999-2000
- Supercoppa francese: 2

Nantes: 1999, 2001
- Coppa del Qatar: 1

Al Rayyan: 2005-2006

#### Competizioni internazionali
- Coppa Intertoto UEFA: 1

Olympique Marsiglia: 2005

### Nazionale
- Coppa d'Africa: 2

Ghana-Nigeria 2000, Mali 2002

### Individuale
- Capocannoniere della Coppa d'Africa: 1

2002